# Eugène-Alexandre Girardin
Pour les articles homonymes, voir Girardin.
Eugène-Alexandre Girardin est un architecte français, né le 5 février 1888 à Argenteuil et mort le 23 novembre 1972 à Paris (14e arrondissement).

## Formation et études
Il est l'élève de Laloux, Paulin et Lemaresquier à l'École des beaux-arts.
En 1919 il présente le prix de Rome d'architecture, le sujet est « le Palais pour la Ligue des Nations, à Genève », il reçoit le « premier second grand prix de Rome » avec Louis Sollier,.